# Japanese Racing Association
La Japan Racing Association (日本中央競馬会?, Nippon Chūō Keiba Kai), spesso indicata con l'acronimo di JRA, è una associazione sportiva giapponese di ippica. Fu fondata nel 1954, ed è posta sotto lo stretto controllo del Ministero dell'agricoltura, delle foreste e della pesca. Fra le corse più importanti da essa organizzate rientra la Japan Cup, che si tiene annualmente dal 1981.